# Alípia (filha de Antêmio)
Alípia (fl. 467 - 472) foi uma nobre do Império Romano do Ocidente, filha do imperador romano do ocidente Antêmio e da imperatriz Márcia Eufêmia, filha do imperador romano do Oriente Marciano.

## Vida
O imperador romano do Oriente Leão I, o Trácio nomeou Antêmio como imperador do ocidente em 467 e, por isso, o casamento de Alípia se tornou um momento importante no reinado de Antêmio. O imperador casou sua filha com Ricimero, o mestre dos soldados (magister militum) do ocidente e o verdadeiro poder por trás do trono; o objetivo desta ligação foi fortalecer a relação entre Antêmio e Ricimero, que já havia deposto três imperadores ocidentais.
Contudo o casamento não trouxe a paz entre o imperador e seu general, possivelmente porque os dois não tiveram filhos. Em abril de 472, Ricimero nomeou Olíbrio como imperador, em oposição a Antêmio, que, juntamente com sua família, foi sitiado em Roma. Por volta de meados de julho, Antêmio e sua família foram capturados por Ricimero: Antêmio foi decapitado e nada se sabe sobre o destino de Alípia.
Na coleção numismática de Dumbarton Oaks existe uma moeda - um soldo - em que Eufêmia e Alípia são retratadas. Nela, a fígura de Alípia é menor do que sua mãe, como um sinal de respeito, mas as duas mulheres vestem as mesmas roupas, típicas das augustas, por onde se deduz que ambas receberam o título.